# Cabo Ortegal
Cabo Ortegal är en udde i Spanien. Den ligger i provinsen Provincia da Coruña och regionen Galicien, i den nordvästra delen av landet, 500 km nordväst om huvudstaden Madrid. Platsen är känd för The Cabo Ortegal UNESCO Global Geopark.